# ألان ماثيسون
ألان ماثيسون (بالإنجليزية: Allan Mathieson)‏ (1897 في المملكة المتحدة - ) هو لاعب كرة قدم بريطاني (وحمل سابقاً جنسية المملكة المتحدة لبريطانيا العظمى وأيرلندا) في مركزي مهاجم داخلي والهجوم. شارك مع منتخب أيرلندا لكرة القدم. أما مع النوادي، فقد لعب مع غلينتوران ونادي إكزتر سيتي ونادي لوتون تاون وNew Brighton A.F.C. ‏.

## وصلات خارجية
- ألان ماثيسون على موقع قاعدة بيانات كرة القدم.إي يو (الإنجليزية)